# Штольпен
Штольпен (нім. Stolpen) — місто в Німеччині, розташоване в землі Саксонія. Входить до складу району Саксонська Швейцарія — Східні Рудні Гори.
Площа — 60,85 км2. Населення становить 5564 ос. (станом на 31 грудня 2020).